# Vincent Garos
Vincent Garos (Nantes, 1 de junio de 1982) es un deportista francés que compitió en vela en la clase 470.
Ganó una medalla de plata en el Campeonato Mundial de 470 de 2012 y una medalla de bronce en el Campeonato Europeo de 470 de 2006. Participó en los Juegos Olímpicos de Londres 2012, ocupando el séptimo lugar en la clase 470.

## Palmarés internacional
| \| Campeonato Mundial \| Campeonato Mundial \| Campeonato Mundial \| Campeonato Mundial \| \| Año \| Lugar \| Medalla \| Clase \| \| ------------------ \| ---------------------- \| ------------------ \| ------------------ \| \| 2012 \| Barcelona (España) \| Medalla de plata \| 470 \| \| Campeonato Europeo \| \| \| \| \| Año \| Lugar \| Medalla \| Clase \| \| 2006 \| Balatonfüred (Hungría) \| Medalla de bronce \| 470 \| |                        |                   |       |
| Campeonato Mundial |                        |                   |       |
| Año | Lugar                  | Medalla           | Clase |
| 2012 | Barcelona (España)     | Medalla de plata  | 470   |
| Campeonato Europeo |                        |                   |       |
| Año | Lugar                  | Medalla           | Clase |
| 2006 | Balatonfüred (Hungría) | Medalla de bronce | 470   |